# Шарипова, Лейла Раджабовна
Лейла Раджабовна Шарипова (тадж. Лайло Раҷабовна Шарифова, азерб. Leyla Rəcəb qızı Şəripova; 28 января 1930, Москва — 19 февраля 2024, Дюссельдорф) — певица, поэтесса, Народная артистка Таджикской и Азербайджанской ССР.

## Биография
Лейла Шарипова (Шарифи) родилась 28 января 1930 года, по её словам, на борту авиарейса Москва—Баку, однако в свидетельстве о рождении, оформленном в Баку, местом рождения была указана Москва. Отец Шариповой был турком-уроженцем Измира, занимавшимся торговыми делами в Советском Азербайджане, мать — иранской азербайджанкой. Вскоре после рождения дочери семья перебралась в Мешхед (Иран), где Шарипова выросла и позже вышла замуж за сторонника иранского премьер-министра-реформатора Мохаммеда Мосаддыка. После переворота 1953 года, приведшего к свержению Мосаддыка, молодая пара бежала в Таджикскую ССР и больше в Иран не возвращалась.
В Душанбе Шарипову пригласили работать диктором персидских программ государственного радио. Проучившись на музыкальном факультете, она некоторое время работала солисткой. В 1978 году, в связи с назначением мужа на новую должность, переехала в Баку, а с 1980 года являлась ведущей солисткой Азербайджанского телевидения и радио. В 1982 году муж Шариповой скончался от рака. В 1985 году певица покинула СССР и поселилась в городе Дюссельдорф (ФРГ).
На протяжении своей музыкальной карьеры Шарипова сотрудничала с ансамблем народных инструментов Таджикского радио, ансамблем Узбекского телевидения и радио под руководством Евгения Живаева, ансамблем азербайджанских народных инструментов «Хатира» под руководством Адиля Багирова, ансамблем «Дан улдузу» под руководством Гюляры Алиевой. В её репертуаре имеются песни различных народов мира: турецкие, афганские, азербайджанские, армянские, туркменские, арабские, персидские, узбекские и испанские. Исполнения Лейлы Шариповой отличаются проникновенным лиризмом, эмоциональностью и выразительностью, любовь слушателей снискали мастерство, тонкая вокальная культура певицы. Шарипову часто называют «Соловьём Востока». Шарипова — поэтесса и композитор, автор слов для более 10 песен, и автор музыки и слов двух песен на фарси — «Чёрные глаза», «Цветок миндаля».

## Награды
- Народная артистка Таджикской ССР (1965)
- Народная артистка Азербайджанской ССР (29.06.1977)